# Nissan Laurel
Nissan Laurel är en personbil som tillverkades av den japanska biltillverkaren Nissan Motor Co. Ltd mellan 1968 och 2002. 

## Nissan Laurel C30
Laurel-modellen var under utveckling hos Prince Motor Company när företaget gick samman med Nissan 1966. Bilen introducerades som Nissan Laurel i början av 1968. Laurel delade mycket av tekniken med den större Nissan Skyline, bland annat den individuella hjulupphängningen runt om. Den fyrcylindriga motorn hade överliggande kamaxel. Bilen fanns från början endast med fyrdörrars sedankaross men efter ett år tillkom en coupé. Modellen exporterades även under Datsun-namnet.
Varianter:
| Modell | Motor               | Cylindervolym | Effekt | Bränslesystem    |
| ------ | ------------------- | ------------- | ------ | ---------------- |
| 1800   | 4-cyl radmotor SOHC | 1815 cm³      | 86 hk  | Enkel förgasare  |
| 2000   | 4-cyl radmotor SOHC | 1990 cm³      | 94 hk  | Enkel förgasare  |
| GX     | 4-cyl radmotor SOHC | 1990 cm³      | 105 hk | Dubbla förgasare |

## Nissan Laurel C130
Den andra generationen Laurel fick en större kaross med en udda utformning av aktern. Sedanmodellen fick nu nöja sig med en enklare stel bakaxel medan coupén behöll den individuella upphängningen. Förutom företrädarens fyrcylindriga motorer tillkom även radsexan från Z-serien. 
Varianter:
| Modell | Motor               | Cylindervolym | Effekt | Bränslesystem    |
| ------ | ------------------- | ------------- | ------ | ---------------- |
| 1800   | 4-cyl radmotor SOHC | 1815 cm³      | 86 hk  | Enkel förgasare  |
| 2000   | 4-cyl radmotor SOHC | 1990 cm³      | 94 hk  | Enkel förgasare  |
| GX     | 4-cyl radmotor SOHC | 1990 cm³      | 105 hk | Dubbla förgasare |
| 200    | 6-cyl radmotor SOHC | 1998 cm³      | 99 hk  | Enkel förgasare  |
| 200 GX | 6-cyl radmotor SOHC | 1998 cm³      | 110 hk | Dubbla förgasare |
| 260    | 6-cyl radmotor SOHC | 2565 cm³      | 120 hk | Dubbla förgasare |

## Nissan Laurel C230
Med Laurel C230 tillkom även en fyrdörrars hardtop utan B-stolpe. Bilen såldes nu även med dieselmotor, en tvålitersfyra utvecklad av Nissans lastbilsdivision Nissan Diesel.
Varianter:
| Modell | Motor               | Cylindervolym | Effekt | Bränslesystem      |
| ------ | ------------------- | ------------- | ------ | ------------------ |
| 1800   | 4-cyl radmotor SOHC | 1770 cm³      | 90 hk  | Enkel förgasare    |
| Diesel | 4-cyl radmotor ohv  | 1991 cm³      | 56 hk  | Dieselmotor        |
| 200    | 6-cyl radmotor SOHC | 1998 cm³      | 99 hk  | Enkel förgasare    |
| 200 GX | 6-cyl radmotor SOHC | 1998 cm³      | 110 hk | Bränsleinsprutning |
| 240    | 6-cyl radmotor SOHC | 2393 cm³      | 113 hk | Enkel förgasare    |
| 260    | 6-cyl radmotor SOHC | 2565 cm³      | 120 hk | Enkel förgasare    |
| 280E   | 6-cyl radmotor SOHC | 2565 cm³      | 125 hk | Bränsleinsprutning |

## Nissan Laurel C31
Laurel C31 fanns endast som fyrdörrars sedan eller hardtop. Coupén utgick och ersattes av Nissan Leopard. De enklare varianterna hade fortfarande stel bakaxel medan de starkare sexorna hade fyrledad bakaxel. Det här var den sista Laurel modellen som togs in till Sverige, antingen med 2,4-liters rak sexa på 113 hk eller med den 2,8-liters dieseln på 82 hk. Båda var relativt lågt prissatta och rikligt utrustade, även om bensinvarianten hade ett antal extra finesser som centrallås och elfönsterhissar. Ingendera gjorde några större vågor i registreringsstatistiken trots låga priser och plockades snart bort av importören Philipsons.
Varianter:
| Modell | Motor               | Cylindervolym | Effekt | Bränslesystem             |
| ------ | ------------------- | ------------- | ------ | ------------------------- |
| 1800   | 4-cyl radmotor SOHC | 1770 cm³      | 90 hk  | Enkel förgasare           |
| 2000   | 4-cyl radmotor SOHC | 1952 cm³      | 95 hk  | Enkel förgasare           |
| Diesel | 4-cyl radmotor ohv  | 1991 cm³      | 56 hk  | Dieselmotor               |
| 200    | 6-cyl radmotor SOHC | 1998 cm³      | 97 hk  | Enkel förgasare           |
| 200E   | 6-cyl radmotor SOHC | 1998 cm³      | 122 hk | Bränsleinsprutning        |
| Turbo  | 6-cyl radmotor SOHC | 1998 cm³      | 160 hk | Bränsleinsprutning, turbo |
| 240    | 6-cyl radmotor SOHC | 2393 cm³      | 113 hk | Enkel förgasare           |
| 280E   | 6-cyl radmotor SOHC | 2753 cm³      | 125 hk | Bränsleinsprutning        |
| Diesel | 6-cyl radmotor SOHC | 2792 cm³      | 82 hk  | Dieselmotor               |

## Nissan Laurel C32
Till den femte generationen Laurel ersattes de raka sexorna av V-motorer från Nissan Cedric. Det blev den sista modellen som exporterades utanför Japan. På de flesta marknader hade Laurel redan slutat säljas sedan den föregående modellen, och ersattes sedan 1989 av Nissan Maxima.
Varianter:
| Modell    | Motor               | Cylindervolym | Effekt | Bränslesystem             |
| --------- | ------------------- | ------------- | ------ | ------------------------- |
| 1800      | 4-cyl radmotor SOHC | 1770 cm³      | 90 hk  | Enkel förgasare           |
| 2000      | 4-cyl radmotor SOHC | 1952 cm³      | 95 hk  | Enkel förgasare           |
| 200E      | 6-cyl V-motor SOHC  | 1998 cm³      | 130 hk | Bränsleinsprutning        |
| 200 Turbo | 6-cyl V-motor SOHC  | 1998 cm³      | 180 hk | Bränsleinsprutning, turbo |
| 240       | 6-cyl radmotor SOHC | 2393 cm³      | 113 hk | Enkel förgasare           |
| Diesel    | 6-cyl radmotor SOHC | 2792 cm³      | 90 hk  | Dieselmotor               |
| 300       | 6-cyl V-motor SOHC  | 2960 cm³      | 150 hk | Enkel förgasare           |
| 300E      | 6-cyl V-motor SOHC  | 2960 cm³      | 180 hk | Bränsleinsprutning        |

## Nissan Laurel C33
Med Laurel C33 återkom de raka sexorna från Skyline-modellen. 
Varianter:
| Modell    | Motor               | Cylindervolym | Effekt | Bränslesystem             |
| --------- | ------------------- | ------------- | ------ | ------------------------- |
| 1800      | 4-cyl radmotor SOHC | 1809 cm³      | 91 hk  | Bränsleinsprutning        |
| 200E      | 6-cyl radmotor SOHC | 1998 cm³      | 125 hk | Bränsleinsprutning        |
| 200 DE    | 6-cyl radmotor DOHC | 1998 cm³      | 155 hk | Bränsleinsprutning        |
| 200 Turbo | 6-cyl radmotor DOHC | 1998 cm³      | 205 hk | Bränsleinsprutning, turbo |
| 250 DE    | 6-cyl radmotor DOHC | 2498 cm³      | 190 hk | Bränsleinsprutning        |
| Diesel    | 6-cyl radmotor SOHC | 2825 cm³      | 95 hk  | Dieselmotor               |

## Nissan Laurel C34
Med Laurel C34 infördes fyrhjulsdrift och fyrhjulsstyrning som tillval.
Varianter:
| Modell    | Motor               | Cylindervolym | Effekt | Bränslesystem             |
| --------- | ------------------- | ------------- | ------ | ------------------------- |
| 200E      | 6-cyl radmotor SOHC | 1998 cm³      | 125 hk | Bränsleinsprutning        |
| 200 DE    | 6-cyl radmotor DOHC | 1998 cm³      | 150 hk | Bränsleinsprutning        |
| 250 DE    | 6-cyl radmotor DOHC | 2498 cm³      | 190 hk | Bränsleinsprutning        |
| 250 Turbo | 6-cyl radmotor DOHC | 2498 cm³      | 245 hk | Bränsleinsprutning, turbo |
| Diesel    | 6-cyl radmotor SOHC | 2825 cm³      | 100 hk | Dieselmotor               |

## Nissan Laurel C35
Den åttonde generationen Laurel blev den sista som tillverkades. Motoralternativen reducerades och från hösten 2002 ersattes modellen av Nissan Teana.
Varianter:
| Modell    | Motor               | Cylindervolym | Effekt | Bränslesystem             |
| --------- | ------------------- | ------------- | ------ | ------------------------- |
| 200 DE    | 6-cyl radmotor DOHC | 1998 cm³      | 155 hk | Bränsleinsprutning        |
| 250 DE    | 6-cyl radmotor DOHC | 2498 cm³      | 200 hk | Bränsleinsprutning        |
| 250 Turbo | 6-cyl radmotor DOHC | 2498 cm³      | 280 hk | Bränsleinsprutning, turbo |
| Diesel    | 6-cyl radmotor SOHC | 2825 cm³      | 100 hk | Dieselmotor               |